# Pemogan
Pemogan is een bestuurslaag in het regentschap Denpasar van de provincie Bali, Indonesië. Pemogan telt 46.372 inwoners (volkstelling 2010).